# イオン結晶
イオン結晶（イオン結合結晶, 英: ionic crystal）はイオン結合によって形成される結晶のこと。

## 解説
この結晶は、異符号のイオン同士が隣り合いクーロン力によって結び付けられ固定されることでできる。イオン結合は強い結合なのでイオン結晶は融点が高く、硬い性質を持つ場合が多いが、脆くて壊れやすい性質も持つ。この性質を劈開という。これは、外力が加わると同符号のイオン同士が接近して、互いに反発しあうためである。
通常、固体では電気伝導性はない（超イオン伝導体は例外）が、融点を超えて液体となった場合や溶質として水などに溶かすと電気を導く。これは、液体や水溶液になることで電荷を持ったイオンが移動できるようになるためである。水溶液中では電離して水和イオンとして存在する。このように水中で電離する物質を電解質という。
陽イオンを構成する元素と陰イオンを構成する元素の電気陰性度の差が小さい場合、結合は共有性を帯びるようになり、共有結晶的な性質をもつようになる。例えばヨウ化銀および硫化亜鉛などは共有結合性が強くなり、水に対する溶解度も小さい。
イオン結晶を構成する物質は組成式で表される。

## 構造

塩化ナトリウム型構造

1:1電解質の場合、陽イオンと陰イオンとのイオン半径の比率により周囲を取り囲む相手イオンの配位数が変化する。例えば立方晶系の場合、4配位の場合閃亜鉛鉱型構造、6配位では塩化ナトリウム型構造、8配位では塩化セシウム型構造となる。さらに結晶の種類によっては六方晶系その他の構造を取るものもある。
1:2あるいは2:1電解質電解質では蛍石型構造、ヨウ化カドミウム型構造など様々な構造を取る。
イオン結晶の結合エネルギーの指標の一つとして、格子エネルギーがあり、これはイオンの電荷、イオン半径および結晶構造により決まり、結晶の融点、溶解度などに影響を与える。

## 例
陽イオンと陰イオンとの組み合わせにより数多くのイオン結晶が存在する。

### 1価の陽イオンと1価の陰イオンからなるイオン結晶
|      | F−                         | Cl−                        | Br−                       | I−                         | NO3−                       |
| ---- | -------------------------- | -------------------------- | ------------------------- | -------------------------- | -------------------------- |
| Li+  | LiF（フッ化リチウム）      | LiCl（塩化リチウム）       | LiBr（臭化リチウム）      | LiI（ヨウ化リチウム）      | LiNO3（硝酸リチウム）      |
| Na+  | NaF（フッ化ナトリウム）    | NaCl（塩化ナトリウム）     | NaBr（臭化ナトリウム）    | NaI（ヨウ化ナトリウム）    | NaNO3（硝酸ナトリウム）    |
| K+   | KF（フッ化カリウム）       | KCl（塩化カリウム）        | KBr（臭化カリウム）       | KI（ヨウ化カリウム）       | KNO3（硝酸カリウム）       |
| Rb+  | RbF（フッ化ルビジウム）    | RbCl（塩化ルビジウム）     | RbBr（臭化ルビジウム）    | RbI（ヨウ化ルビジウム）    | RbNO3（硝酸ルビジウム）    |
| Cs+  | CsF（フッ化セシウム）      | CsCl（塩化セシウム ）      | CsBr（臭化セシウム）      | CsI（ヨウ化セシウム）      | CsNO3（硝酸セシウム）      |
| NH4+ | NH4F（フッ化アンモニウム） | NH4Cl（塩化アンモニウム ） | NH4Br（臭化アンモニウム） | NH4I（ヨウ化アンモニウム） | NH4NO3（硝酸アンモニウム） |

### 1価の陽イオンと2価の陰イオンからなるイオン結晶
|      | O2−                    | SO42−                          | CO32−                         |
| ---- | ---------------------- | ------------------------------ | ----------------------------- |
| Li+  | Li2O（酸化リチウム）   | Li2SO4（硫酸リチウム）         | Li2CO3（炭酸リチウム）        |
| Na+  | Na2O（酸化ナトリウム） | Na2SO4（硫酸ナトリウム）       | Na2CO3（炭酸ナトリウム）      |
| K+   | K2O（酸化カリウム）    | K2SO4（硫酸カリウム）          | K2CO3（炭酸カリウム）         |
| Rb+  | Rb2O（酸化ルビジウム） | Rb2SO4（硫酸ルビジウム）       | Rb2CO3（炭酸ルビジウム）      |
| Cs+  | Cs2O（酸化セシウム）   | Cs2SO4（硫酸セシウム ）        | Cs2CO3（炭酸セシウム）        |
| NH4+ | −                      | (NH4)2SO4（硫酸アンモニウム ） | (NH4)2CO3（炭酸アンモニウム） |

### 2価の陽イオンと2価の陰イオンからなるイオン結晶
|      | O2−                       | S2−                       | SO42−                       | CO32−                       |
| ---- | ------------------------- | ------------------------- | --------------------------- | --------------------------- |
| Mg2+ | MgO（酸化マグネシウム）   | MgS（硫化マグネシウム）   | MgSO4（硫酸マグネシウム）   | MgCO3（炭酸マグネシウム）   |
| Ca2+ | CaO（酸化カルシウム）     | CaS（硫化カルシウム）     | CaSO4（硫酸カルシウム）     | CaCO3（炭酸カルシウム）     |
| Sr2+ | SrO（酸化ストロンチウム） | SrS（硫化ストロンチウム） | SrSO4（硫酸ストロンチウム） | SrCO3（炭酸ストロンチウム） |
| Ba2+ | BaO（酸化バリウム）       | BaS（硫化バリウム）       | BaSO4（硫酸バリウム）       | BaCO3（炭酸バリウム）       |

### 2価の陽イオンと1価の陰イオンからなるイオン結晶
|      | F−                           | Cl−                         | NO3−                           |
| ---- | ---------------------------- | --------------------------- | ------------------------------ |
| Mg2+ | MgF2（フッ化マグネシウム）   | MgCl2（塩化マグネシウム）   | Mg(NO3)2（硝酸マグネシウム）   |
| Ca2+ | CaF2（フッ化カルシウム）     | CaCl2（塩化カルシウム）     | Ca(NO3)2（硝酸カルシウム）     |
| Sr2+ | SrF2（フッ化ストロンチウム） | SrCl2（塩化ストロンチウム） | Sr(NO3)2（硝酸ストロンチウム） |
| Ba2+ | BaF2（フッ化バリウム）       | BaCl2（塩化バリウム）       | Ba(NO3)2（硝酸バリウム）       |